# 西ドイツ国鉄120型電気機関車
西ドイツ国鉄120型電気機関車（にしドイツこくてつ120がたでんききかんしゃ、DB Baureihe 120） は、ドイツ連邦鉄道（西ドイツ国鉄、現・ドイツ鉄道）が保有・運行している客貨両用（汎用）交流電気機関車である。

## 特徴

### 試作車

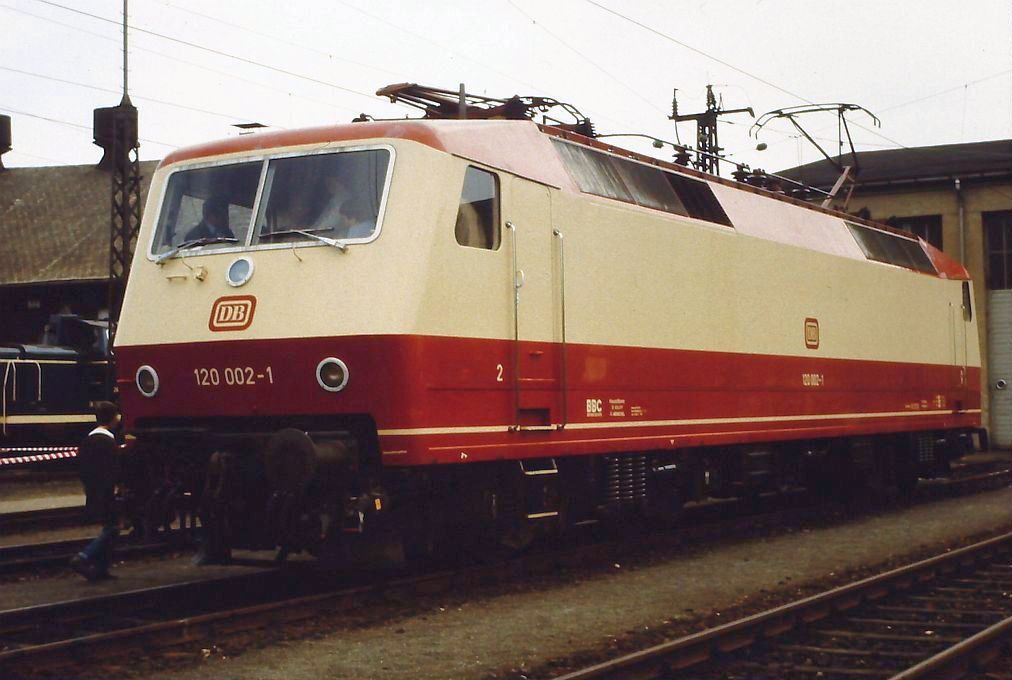
試作機の120.0形

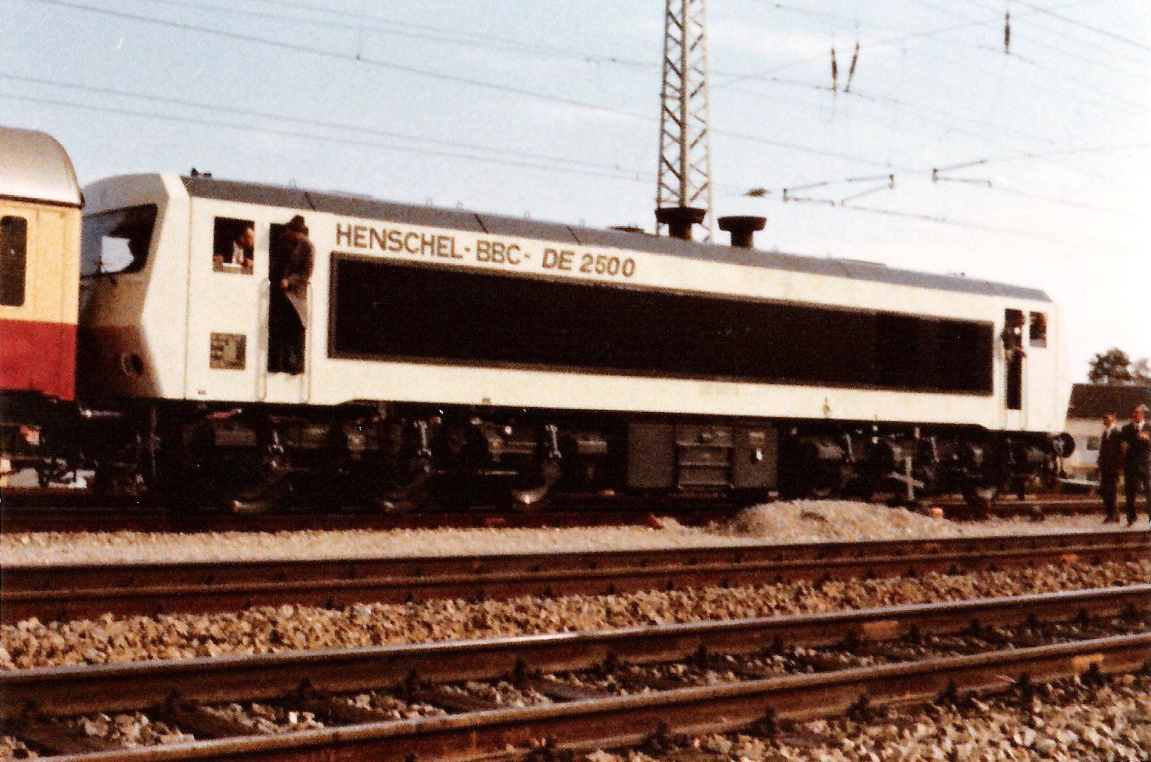
DE2500(202 002)

西ドイツ国鉄における特急旅客用電気機関車は、1970年代初めから主として最高速度200km/h運転に対応した103型が使用されてきた。
一方、1970年代の初めから最新のエレクトロニクス技術によるインバータ制御・三相交流誘導電動機を採用した新しい機関車の開発に取り組むこととなった。この技術を採用すれば保守費の低減が期待できることや、鉄道車両に必要とされる力を必要に応じて引き出すことができるとされた。そこでまず1971年から1973年にかけてヘンシェルとBBCの2社の共同開発により、DE2500（後に西ドイツ国鉄籍に編入され、202型202 002 - 004となった）と呼ばれる軸配置C-C（202 002・004）あるいはB-B（202 003）の電気式ディーゼル機関車(DEL)が3両試作され、試験が実施された。
この試作DELの試験結果を基に、これの電気機関車版として1979年から1980年にかけて、5両の試作車（120 001 - 120 005）が製造された。これらは各車の番号の100の位が0であることから、120.0型とも呼ばれる。
車体は103型とは大きく異なり、全体的に角張った直線的なものとなった。車体長は103型と大差ないが、軸配置は同型式のC-Cに対しB-Bで動軸数が2軸少なく、そのため主電動機出力の合計も103型量産車の7,440kWに対し5,600kWと大きく見劣りする。ただし、各電動機の定格出力そのものは103型の1,240kWに対して1,400kWに引き上げられている。最高速度は160km/hとされたが、120 005号機は200km/h対応とされた。これら5両の試作車は比較試験のため、それぞれ異なる電気機器を搭載していた。
塗装は103型と同様の暗赤色とクリーム色の「TEE色（rot-beige）」であるが、屋根の部分が赤色になるなどの違いが見られる。
量産車の登場後は試験用となり、752型に改番された。

### 量産車
試作車での長期試験の結果、インバータ制御・誘導電動機の実用化に目処がついたとして、それらの実績を基に量産車が製作されることとなった。
1987年から1989年にかけて、60両の量産車（120 101 - 120 160）が製造された。これらは120.1型とも呼ばれる。最高速度は200km/hとされたほか、当時建設が進められていた高速新線（NBS）での高速運転に対応するため、気密構造の採用やブレーキの改良が施された。
この120型は、高速新線での高速旅客列車の牽引から重貨物列車の牽引まで、単一の機関車で幅広い運用に対応できるような汎用機としての設計がなされた。将来的にはこの120型の大量製作により、103型のような旅客用機関車、あるいは150型のような貨物用機関車を置き換え、西ドイツ国鉄の次世代標準電気機関車と位置付けることが想定された。
車体は基本的には試作車と同様だが、塗装はOrientrot（東洋赤色：暗赤色）と呼ばれる一色塗装とされ、前面にはよだれ掛け状の白い五角形がアクセントとして添えられた。従来の機関車とは一線を画した塗装により次世代機関車としての存在を明確にすると共に、当時としては最新技術を採用するなど、西ドイツ国鉄が満を持して送り出した「自信作」であることを印象付けた。このOrientrot塗装は、120型以前の機関車にも広く採用されていくこととなった。

### 運用開始と躓き
1988年、西ドイツ最初の高速新線がヴュルツブルク - フルダ間に開業した。当時はまだICEは試験中の段階で、試験編成のみが存在しており（ICEの営業運転は1991年から）、高速新線を走る旅客列車は主に120型が牽引するインターシティ（IC）となった。また、高速新線を走る高速貨物列車も120型が牽引した。高速新線での運用に対応するため、60両全車がハンブルクからニュルンベルクに転属している。
しかし、営業運転を開始すると、特に高速新線での連続高速運転で120型のトラブルが頻発するようになった。その原因としては、高速新線での連続高速運転を行うには120型の性能では余裕がなかったことが挙げられている。遅れを回復するにも性能限界ギリギリの運転ではそれができないなど、次第に高速運転時の問題が露呈するようになってきた。また、当時としては最新の技術を導入したためコスト的にも高価となり、西ドイツ国鉄の期待を裏切る結果となってしまった。
結果として西ドイツ国鉄は、103型の高速新線対応改造を施して延命措置を行うと共に120型の量産を60両で打ち切り、120型の問題点を改良した次世代の汎用型電気機関車の製作に取り掛かることとなった（これが後に、ユーロスプリンターやTRAXXへと繋がることとなる）。120型は高速新線の運用から、次第に外されるようになった。

### 現在

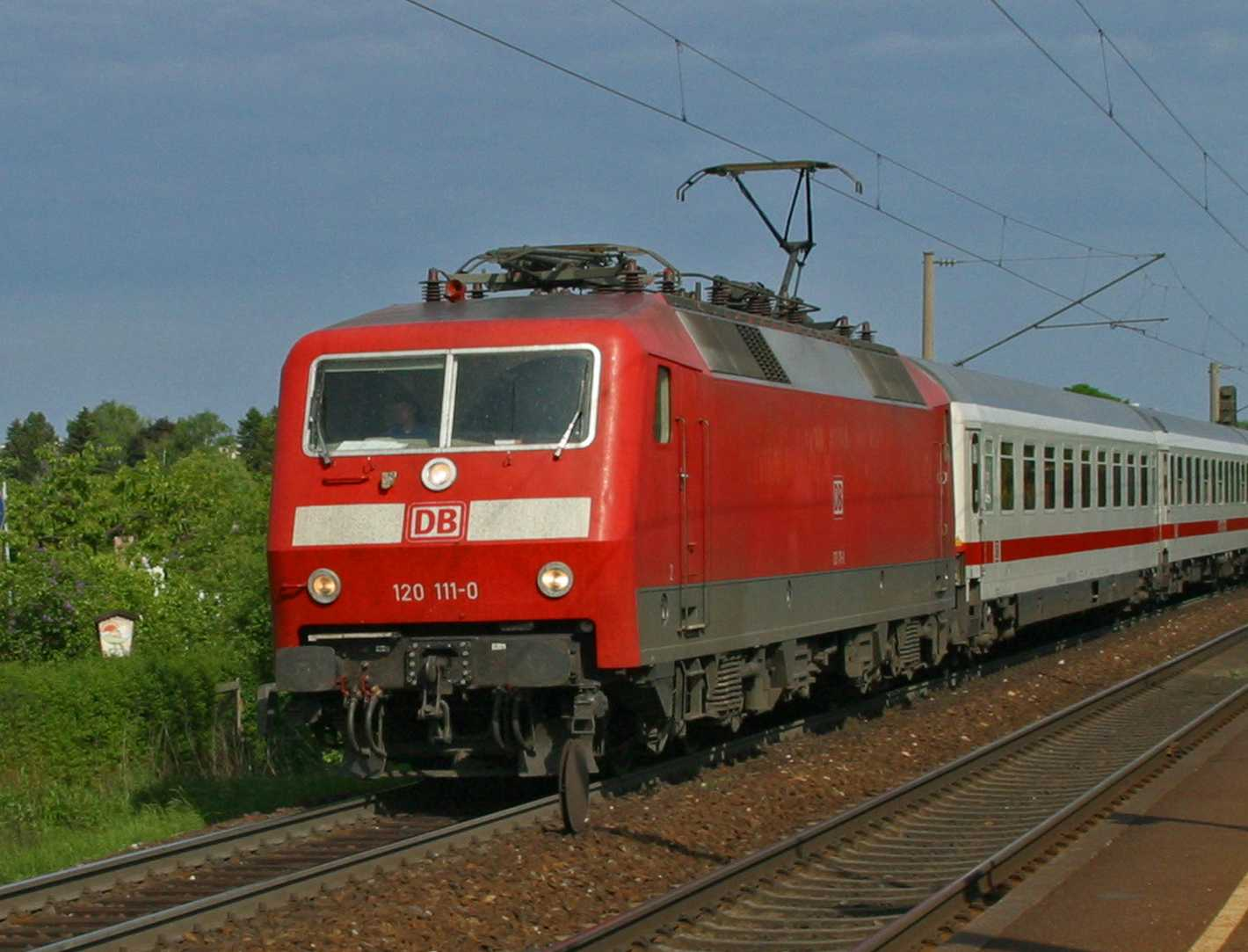
ドイツ鉄道塗装の120 111号機

ドイツ鉄道発足後の1996年、103型の後継機として101型が登場し、120型は2020年7月まで在来線の優等列車や夜行列車を中心に運用された。塗装も、当初のOrientrotから、101型同様のVerkehrsrot（交通赤色：朱色）に変更されているほか、全面広告塗装車も何両か登場している。一部の車両はバーンロジスティック24など私設鉄道会社に売却され、貨物列車として走行している。
現在は量産車のうち2両が試験用となり、120.5型となっている。残る58両についても全機ミュンヘンを拠点に優等列車を中心に運用されているが、近年になって休車となるものが現れている。

### 功績と保存車両
西ドイツ国鉄が満を持して投入した機関車でありながら、結果的に当初の期待に応えた活躍ができず、103型のような華やかさのないまま現在では2線級扱いとなっている。しかし、インバータ制御・誘導電動機という現在では世界的に広く使われている技術は、ドイツにおいては（そして世界的にも）この120型で実用化され確立されたと言っても過言ではなく、その功績は非常に大きいと言える。事実、ICEや120型の後継機となった101型、あるいはユーロスプリンターやTRAXXといった最新鋭の汎用高速・大出力の電気機関車は、120型の技術をベースとして開発され営業運転に投入された。これらの機関車はドイツ以外にも輸出され、現在、ヨーロッパ各地のみならず世界各地で活躍している。
「名機」にこそなれなかったが、現在の鉄道電気技術の基礎をなした機関車であると言える。
3号機はアウクスブルク鉄道公園で、4号機と101号機はコブレンツ鉄道博物館で、5号機はヴァイマル鉄道協会博物館でそれぞれ静態保存されている。

## 仕様と技術的特徴

### 電気装置
四つの分離された主変圧器二次コイルの後ろで用いられた電気工学技法は、以前ドイツ鉄道車両で用いられたものとは違う。全ての二次コイルに油の液冷方式の駆動系インバーター1個が連結されて、続いてHブリッジ回路（Vierquadrantensteller）、共振回路（Saugkreis）および平滑コンデンサー（Stützkondensator）を含む直流電圧の電力変換回路（Gleichspannungs-Zwischenkreis）、パルスインバーターが設備されている。二つの駆動系インバーターに電気は同時に入って、台車の両電動機へ共通に供給される。二次変圧器側の単相電圧はHブリッジ回路で直流電圧に転換される。名目電圧2800 Vの電力変換回路に、33 1/3 Hzの共振回路と平滑コンデンサーが設置されている。パルスインバーターは電力変換回路より電流を受けて、主電動機に最大2200Vの可変電圧および0.4~150 Hz範囲の可変周波数を含む三相電流を発生させる。Hブリッジ回路では90度位相が183 Hzで変化して、パルスインバーターの誘導電流による電気信号周波数は20~200 Hzの範囲内にある。20 Hz以下の周波数の場合、主電動機電流のうなりを防止するために、同位相の信号送出方式が用いられる。Hブリッジ回路とパルスインバーターはかなり類似した構造で製作されたので、機関車の電気ブレーキがかかる場合、逆の役割を果たす。すなわち、パルスインバーターは動力変換回路に駆動機から誘導された電流を供給して、Hブリッジ回路は単相交流を再び発生させる。

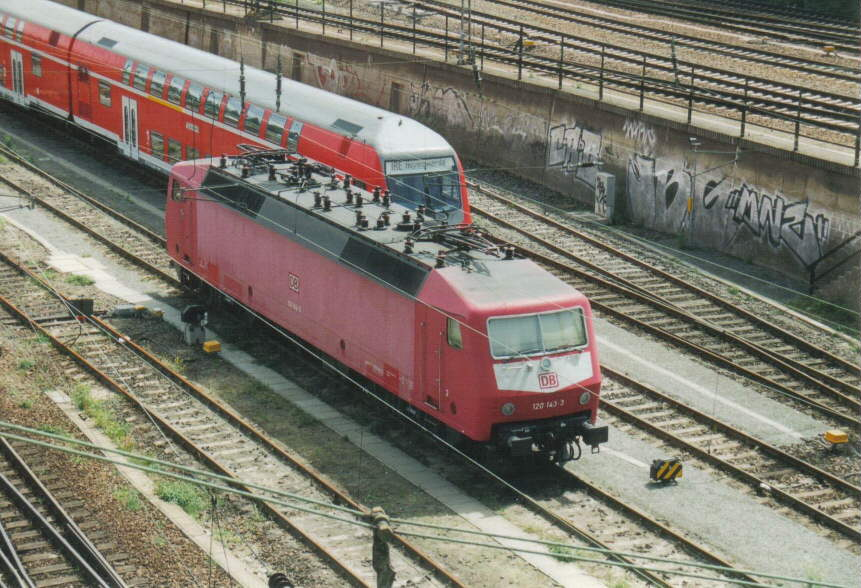
ドレスデン中央駅の143号機

屋根にはSBS80機種のZ型集電装置が設置されている。この集電装置はSBS65機種のもとで開発されて、走行速度250 km/hまで使用できた。高速運転の場合にも接触を保証するために、集電装置はSBS65より90 kgほど軽くなりバネの機能が改善された。
120形の補助電源装置（Hilfsbetrieb）の場合、三相交流電力網による制御が可能である。内部には三つの補助電源用インバーターが装着されて、第一、第二のインバーターは送風機および変圧器作動油冷却用送風機にそれぞれ電流を供給する。第3のインバーターは特定の周波数で作動し変圧器作動油ポンプのような装置に電流を供給する。空気圧縮機の電流は同じく第3のインバーターにより供給されて、円滑な電力供給のために、空気圧縮機のスイッチが入ると、インバーターはしばらく停止する。機関車の機器には温度感知器が装着されている。

### 車体構造と台車
120形機関車は初めに試験用度で設計されて、既存とは違う設計技法が機関車構造の部分で応用された。主変圧器が構体底の下に設置されたので、機械室が綺麗に整理され一直線の通路が形成されている。車体の特徴は広範囲に使用された軽量材料で、その原因で様々な問題が発生した。例えば、動力伝達歯車（Getriebegroßräder）と歯車箱は軽いすぎる材料で製作されて、より強くて重い材料で製作されるまで、部品の破損や油の漏出が頻繁に発生した。台車は心皿（Drehzapfen）付きの通常型で製造された。枕梁（Laufwerk）はコイルばね形態の枕ばねにより二次的に振動して、枕ばねは機関車の曲線走行後に台車を中心位置に自動で戻して左右運動を可能にする。車輪の場合、動力はブラウン・ボベリ製の中空軸自在継手の作用を通じて伝達されて、駆動装置の質量による振動は台車で完全に吸収される。

### 制動装置
120形機関車には、電気ブレーキ以外に、間接的に作動するKE-GPR機種の自動空気ブレーキが入り換え目的の付加ブレーキとともに装着されている。制動時に電気ブレーキが原則として独りで作動する。自動空気ブレーキは先に制御されて、電気ブレーキの機能停止の場合に作動する。単一機関車に装置された、抵抗器を介する発電ブレーキ（Widerstandsbremse）と正反対に制動力は速度減少により減らず、電気ブレーキは停止に近い速度にも豊かな制動力で作動する。特に悪天候の場合線路との静止摩擦作用を改善するために、水蒸気拡散に対する抵抗が用いられた防水膜ブレーキ（Putzbremse）は追加で設置されて、電気ブレーキ作動時25 kPaの圧力を路面ブレーキに加える。それで車輪の路面が粗くなって、牽引駆動と制動が上手くなる。バネの力で制輪子が押し付けられるバネ式ブレーキ（Federspeicherbremse）は駐車ブレーキとして備えている。

### 運転室
111形機関車に設置されたDB統合単一運転台（DB-Einheitsführerstand）は120.1形出荷の時に導入された。120.0形機関車の場合、単一運転台は後で設置された。機関車内部の気圧保護装置は必要で、特にトンネルなどで向こうから接近する列車の高い速度は、最悪の場合聴力障害を起きる可能性がある。

### 保安装置
機関車には緊急列車停止装置、連続列車制御装置と結合した列車点制御装置、GSM-R移動送信・受信機、自動走行・制動制御器、電気指令式ブレーキおよび非常ブレーキ作動時危険区域渡し（Notbremsüberbrückung）向けの制御器が主に備えられている。電子式列車運行計画表向けのコンピューターは後ほど装着された。全ての機関車は重連運転の場合にもプッシュプル運転の場合にも走行できる。量産車の場合、多重時間制御方式が用いられて、無動力制御車付きのIC客車を200 km/h速度で牽引することが許容される。試作車の場合、普通の制御器が装着されて、機関車はN客車（n-Wagen）などのプッシュプル列車に投入される。